# Кожиково
Ко́жиково (рос. Кожиково, чув. Кушиккасси) — присілок у складі Вурнарського району Чувашії, Росія. Входить до складу Великоторханського сільського поселення.
Населення — 60 осіб (2010; 69 у 2002).
Національний склад:
- чуваші — 100 %